# Le Puritain
Pour plus de détails, voir Fiche technique et Distribution.
Le Puritain est un film français de Jeff Musso, inspiré du roman de Liam O'Flaherty, et sorti au cinéma en 1938.

## Synopsis
En apparence au nom du fanatisme catholique, un journaliste (Jean Louis Barrault) assassine une femme aux mœurs légères et tente de faire accuser l'amant de celle-ci ; en vérité, il s'agit d'un crime passionnel motivé par un sentiment de dépit. Pierre Fresnay joue le rôle de l'inspecteur de police qui patiemment mène l'enquête. Le meurtrier se fait subtiliser un document compromettant par un fonctionnaire de police après avoir erré dans les rues chaudes de la ville, il avoue son crime avant de sombrer dans un état de démence.

## Fiche technique
- Réalisation : Jeff Musso
- Assistant réalisateur : Dimitri Dragomir
- Scénario : Liam O'Flaherty (roman), Jeff Musso
- Direction artistique : Henri Ménessier, Serge Piménoff
- Photographie : Charles Bauer, Curt Courant
- Montage : Émilienne Nelissen
- Son : Antoine Archimbaud
- Musique originale : Jacques Dallin
- Producteur : Jeff Musso
- Sociétés de Production : Derby Films
- Directeur de production : Armand Siossan
- Pays :  France
- Format : Son mono - 35 mm - Noir et blanc - 1,37:1
- Genre : Film dramatique
- Durée : 97 minutes
- Date de sortie : France - 13 janvier 1938

## Distribution
- Jean-Louis Barrault : Francis Ferriter
- Viviane Romance : Molly, une prostituée de rue
- Pierre Fresnay :  le commissaire Lavan
- Alexandre Rignault : le docteur O'Leary
- Louis-Jacques Boucot : monsieur Kelly
- Alla Donell : Thérésa Burke, la victime
- Georges Flamant : Callaghan
- Mady Berry : madame Kelly
- Marcel Delaître : le prêtre
- Geneviève Sorya : une prostituée
- Ludmilla Pitoëff : la tante de Théresa
- Marthe Mellot : madame Ferriter, la mère de Francis
- Léon Bary
- Fréhel : la chanteuse du bordel
- Pedro Elviro : un agent de la Sûreté (comme Pitouto)
- Rosita Montenegro : la danseuse espagnole
- Marcel Vallée : le patron du journal
- Jean Tissier : un client du bordel

## Autour du film
- Ce film fut interdit par la censure sous le gouvernement de Vichy, ainsi qu'à sa sortie aux États-Unis dans   l'État de New York [1].
- Le pays où se déroule l'action n'est pas précisé mais tous les protagonistes portent des patronymes irlandais.

## Récompense
- Prix Louis-Delluc 1938, la principale récompense cinématographique française.